# Kseniya Symonova
Pour les articles homonymes, voir Simonova.
Kseniya Symonova (en ukrainien : Ксенія Симонова ; nom d'épouse : Kseniya Paskar, Ксенія Паскар), née en 1985, est une artiste ukrainienne réalisant des films d'animation de sable.
Grande gagnante de l’émission ukrainienne « L'Ukraine a un incroyable talent » en 2009, cette jeune femme a ému le jury en réalisant un numéro d'art performance mettant en mouvement des tableaux à base de sable.

## Biographie
Elle est née le 22 avril 1985 à Eupatoria, une ville située sur la péninsule de Crimée. Sa mère, Irina Simonova, est une artiste, designer de théâtre et professeur des Beaux-Arts. Son père, Alexandre Simonov, ancien officier, dirige une entreprise de conception de meubles. Quand elle était enfant, Kseniya peignait et dessinait avec sa mère.
Elle est diplômée de l'école artistique d'Eupatoria et a étudié à l'École des Beaux-Arts. À l'école, Kseniya a écrit des essais sur la poésie britannique populaire et sur les chants et ballades anglaises des XVe et XVIe siècles. Elle a également traduit de grands poètes comme William Shakespeare, Robert Burns et George Gordon Byron.
Grâce à ses travaux de recherche, Kseniya commence des études de philologie anglaise. En 2002, Kseniya commence des études de psychologie à l'université nationale Tavrida et obtient son master avec mention très bien en 2007. Sa spécialisation scientifique était la psychophysiologie — une spécialité située entre les sphères de la psychologie et de l'anatomie. À la même époque, en 2003, Kseniya entre à l'Académie ukrainienne de l'imprimerie et étudie le design graphique.
À compter de 2006, Kseniya travaille en tant qu'artiste pour un magazine appelé Crimean Riviera.
En 2007, elle épouse Igor Paskar, un directeur de théâtre et éditeur de magazine. Leur fils Dimitri nait le 27 novembre 2007.
Kseniya et son mari Igor Paskar lancent un magazine bilingue Chocolate en anglais et en russe. Le magazine a cessé toute parution en 2008 en raison de la crise financière.
Elle est diplômée de design graphique en 2008, six mois après avoir donné naissance à son fils.

### L'animation de sable
L'art performance avec des animations de sables est l'idée de son mari, qui voulait faire un projet de nouveau théâtre. Le concept est au début rejeté par Kseniya, consciente de la difficulté de réalisation avec du sable comme matériau de dessin ; pas de crayons ni de peintures. Le sable de plage s'est avéré être trop inconfortable pour l'animation de même que le sable de rivière.
Igor a passé des jours assis devant l'ordinateur à la recherche du sable approprié sur Internet et a enfin trouvé : un groupe de géologues vendait un sable spécial volcanique, très cher. Igor a dû vendre tout le matériel d'impression pour acheter 3 kg de sable ; leur situation financière était tendue, avec le magazine retiré des affaires et leur bébé.
Kseniya Simonov a commencé à pratiquer le dessin avec ce sable dans une petite pièce sombre dans une maison qu'ils louaient.

## Accès à la notoriété

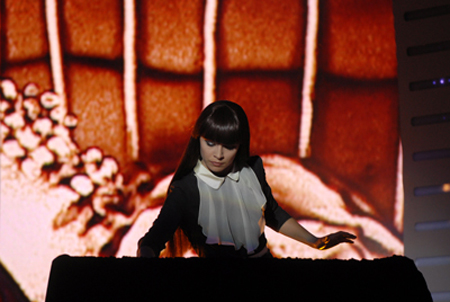
L'animation présentée dans l'émission TV

L'émission « L'Ukraine a un incroyable talent »
Son mari, Igor, a suggéré qu'elle devrait participer à la compétition proposée par cette émission TV, où le prix était d'un million de hryvnias, soit l'équivalent de 110 000 $. Kseniya Symonova décide de concourir.
Elle présente deux minutes d'animation et est sélectionnée comme demi-finaliste. Elle veut représenter une histoire au sujet de la Seconde Guerre mondiale, mais les producteurs l'encouragent à choisir plutôt un thème populaire. Kseniya refuse, en argumentant qu'elle souhaite apporter un peu de sens immortel à ce spectacle, et pas seulement des photos ou des clips vidéo.
L'histoire que Kseniya présente par l’animation de sable en direct à la télévision montre durant huit minutes un jeune couple séparé par la guerre. Son espoir d'obtenir une certaine exposition en tant qu'artiste est largement récompensé : le public est en larmes. Sitôt sa performance terminée, elle reçoit une ovation.
La finale
Au troisième tour, elle raconte l'histoire d'un fils qui réussit et oublie ses parents. Kseniya est déclarée gagnante de la compétition  et reçoit 100 000 €. En un seul jour, les vidéos de l'émission sont vues plus d'un million de fois ; et au bout d'un an, elles ont été visionnées plus de 25 millions de fois.
Une renommée internationale

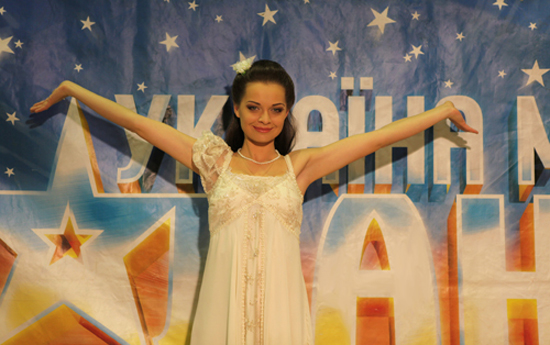
Gagnante de l'émission l'Ukraine a un incroyable talent

Les deux années suivantes, Simonova présente plus de 200 histoires avec l'animation de sable, pour le public en Ukraine, Russie, Norvège, au Japon, en Pologne, Autriche, Chine, au Royaume-Uni, aux Pays-Bas, au Qatar, en Inde, Italie, Allemagne, Suisse, et au Kazakhstan.
Elle est invitée pour effectuer des représentations auprès des présidents George Abela (Malte, 2009), Bronislaw Komorowski (Gdansk, 2010), Dmitri Medvedev (Moscou, Astana, 2010), Viktor Ianoukovitch (Kiev, 2010), Noursoultan Nazarbaïev (Astana, 2010), pour les membres de la famille royale britannique (Londres, 2010) ainsi qu'en Norvège (Oslo, 2010).
En 2009, à l'invitation du Président de Malte, George Abel, elle se produit en direct lors du spectacle de charité L'Istrina pour récolter des fonds en faveur des personnes souffrant du cancer. En 24 heures, l'interprète obtient 2,5 millions d'euros. Le 4 décembre, Simonova présente la première exposition Sand Picture Exhibition. En 2010, elle fonde un centre culturel international, “Sand Club” à Eupatoria.
En 2010, elle effectue une représentation lors de l'anniversaire d'Astana, la capitale du Kazakhstan, devant un public de 12 chefs d'État où chacun d'entre eux a reçu un tableau de sable de son pays. Le 15 août, Simonova et son équipe présente un film d'animation de sable à la mémoire du musicien de rock Victor Tsoy. Elle est invitée à ouvrir la cinquième édition annuelle de lutte contre la traite des personnes, parrainée par l'Organisation internationale pour les migrations à Kiev.
Le 26 avril 2011, Kseniya Simonov crée une animation spéciale lors d'un mémorial pour Tchernobyl à Rotterdam, marquant le 25e anniversaire de la catastrophe de Tchernobyl, qui affecte encore beaucoup de personnes en Ukraine et en Biélorussie.
En 2011, elle est sur scène au Concours Eurovision de la chanson.

## Récompenses
- 2009 honorés par le maire de sa ville natale, Evpatoria.
- 2009 Médaille d'or et distinctions («Общественное признание") de Evpatoria, gouvernement de la Crimée
- 2009 «Personnalité de l'Année" finaliste[13] à Kiev
- Honoré en 2009 par le Conseil suprême de Crimée
- Honoré en 2010 par l'Organisation internationale pour les migrations en Ukraine
- 2010 Artiste émérite de l'autonomie, décerné par la République Autonome de Crimée

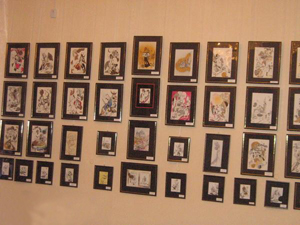
Exposition : A Sand Personality
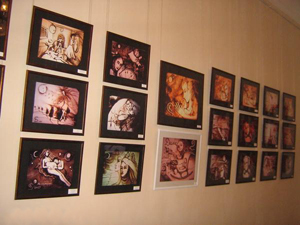
Exposition : A Sand Personality
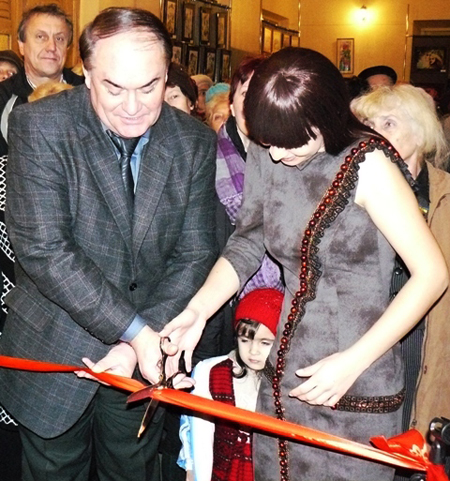
Ouverture de l’exposition : Kseniya et le maire de Yevpatoria
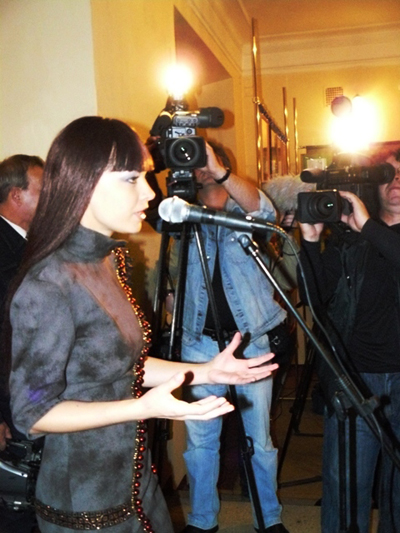
Exposition : A Sand Personality
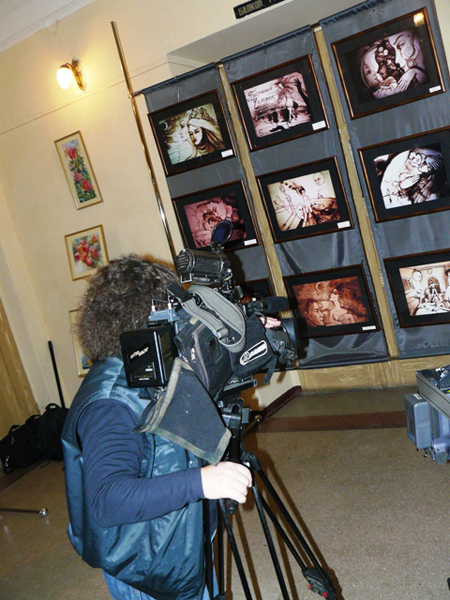
Exposition : A Sand Personality
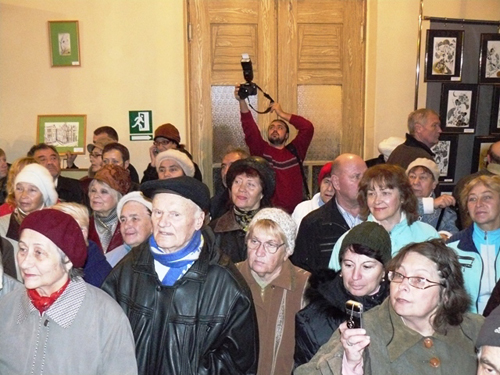
Exposition : A Sand Personality